# Pisaura podilensis
Pisaura podilensis là một loài nhện trong họ Pisauridae.
Loài này thuộc chi Pisaura. Pisaura podilensis được miêu tả năm 1990 bởi Patel & C. Adinarayana Reddy.